# دشتی‌بت (تاجیکستان)
دشتی‌بت (تاجیکستان) (به لاتین: Dashty-Bet) یک منطقهٔ مسکونی در تاجیکستان است که در ولایت سغد واقع شده‌است.